# 27. září
27. září je 270. den roku podle gregoriánského kalendáře (271. v přestupném roce). Do konce roku zbývá 95 dní.

## Události

### Česko
- 0935 – V den sv. Kosmy a Damiána, patronů staroboleslavského kostela, přijel kníže Václav  za svým bratrem Boleslavem do Staré Boleslavi. Zúčastnil se bohoslužby, bojových her a večer bohaté hostiny.
- 1900 – Bylo otevřeno Muzeum hlavního města Prahy.
- 1939 – V nahrávacím studiu Ultraphonu nazpíval Oldřich Nový devatenáctý den po premiéře filmu Kristián jeho ústřední píseň Jen pro ten dnešní den, která se stala hitem roku.
- 1941 – Zastupujícím říšským protektorem v Čechách a na Moravě byl jmenován generál SS a policie Reinhard Heydrich, později přezdívaný pražský řezník
- 1949 – Milada Horáková byla zatčena ve své kanceláři v Masné ulici.
- 1955 – Na České ulici 8 v Brně byla otevřena první samoobsluha, drogerie. Byl to první obchod svého druhu v tehdejším Československu.
- 1968 – Národní shromáždění odhlasovalo ústavní zákon o československé federaci s účinností od 1. ledna 1969.
- 1995 – Poslanci schválili nový zákon o volbách do parlamentu, který předpokládal i vznik druhé parlamentní komory - senátu.
- 2017 – Odstupující vláda podepsala před odchodem důležité memorandum o lithiu. Ministr průmyslu Jiří Havlíček (ČSSD) podepsal memorandum o porozumění s australskou firmou European Metals Holding Limited týkající se těžby a zpracování lithia z  nalezišť ležících u severočeského Cínovce.

### Svět
- 0483 – Odoacer napadl Theodorika v bitvě o Veronu a znovu byl poražen
- 1290 – Zemětřesení v čínském průlivu Chili zabilo přes 100,000 lidí
- 1529 – Osmanský sultán Sulejman I. zahájil 1. turecké obléhání Vídně, které trvalo do 14. října téhož roku.
- 1540 – Papež Pavel III. stvrdil bulou Regimini militantis ecclesiae jezuitský řád, založený knězem a teologem Ignácem z Loyoly, který brzy určil podobu proti reformace v Evropě.
- 1654 – Mauzoleum Tádž Mahal, kterou nechal Šáhdžahán postavit pro svou ženu Mumtaz Mahal, po tom co zemřela při porodu 14. dítěte, konečně dokončena. 20,000 dělníků na tom pracovalo 22 let než byl tento skvostný monument dokončen.
- 1825 – Otevřena první železnice na světě: George Stephenson vypravil parní vlak mezi městy Stockton-on-Tees a Darlington v Anglii
- 1892 – Na parníku Saale připlul do New Yorku český skladatel Antonín Dvořák na žádost americké milionářky Jeanetty Thurberové, která ho pozvala a jmenovala ředitelem nově založené americké konzervatoře.
- 1905 – Albert Einstein v článku Závisí setrvačnost tělesa na energii v něm obsažené o speciální teorii relativity představil nejslavnější vzorec na světě - matematickou spojitost mezi hmotou a energií E=mc2.
- 1908 – Byl vyroben první sériový kus automobilu Ford model T
- 1916 – Řecko vyhlásilo válku Bulharsku.
- 1918 – Hrabě Georg von Hertling rezignoval jako německý kancléř
- 1922 – Řecký král Konstantin I. Řecký abdikoval na trůn ve prospěch svého nejstaršího syna Jiřího II.
- 1936 – Španělská občanská válka: Francovi falangisté dobyli Toledo
- 1939 – Polský protinacistický odboj: Náčelnická rada harcerů založila harcerskou odbojovou organizaci Szare Szeregi.
- 1940 – zástupci Německé říše, Itálie a Japonska podepsali Pakt tří
- 1981 – Ve Francii byla uvedena do provozu první trať TGV mezi Paříží a Lyonem
- 2003 – Odstartovala sonda SMART-1, evropská kosmická sonda organizace ESA určená k průzkumu Měsíce.
- 2017 – Ruský prezident Vladimir Putin oznámil, že země dokončila likvidaci svého arzenálu chemických zbraní.
- 2021 – Odstartovala sonda Landsat 9 společnosti NASA, která má zkoumat zemský povrch.

## Narození

### Česko

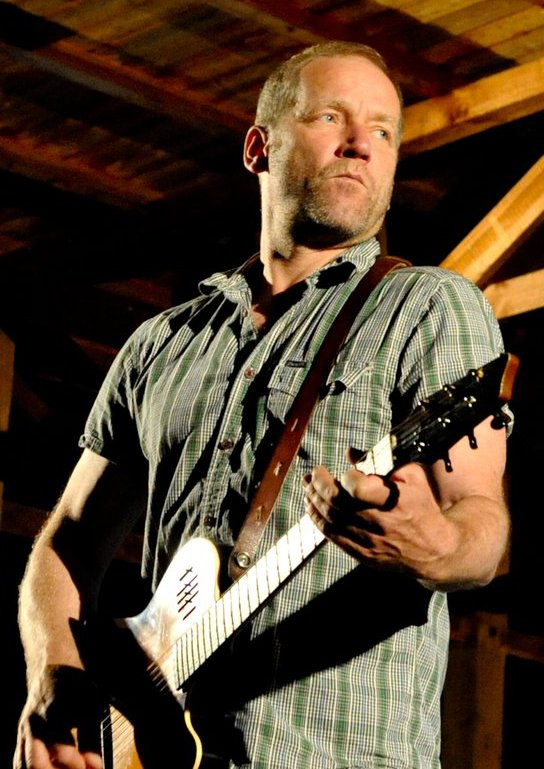
David Koller (* 1960)

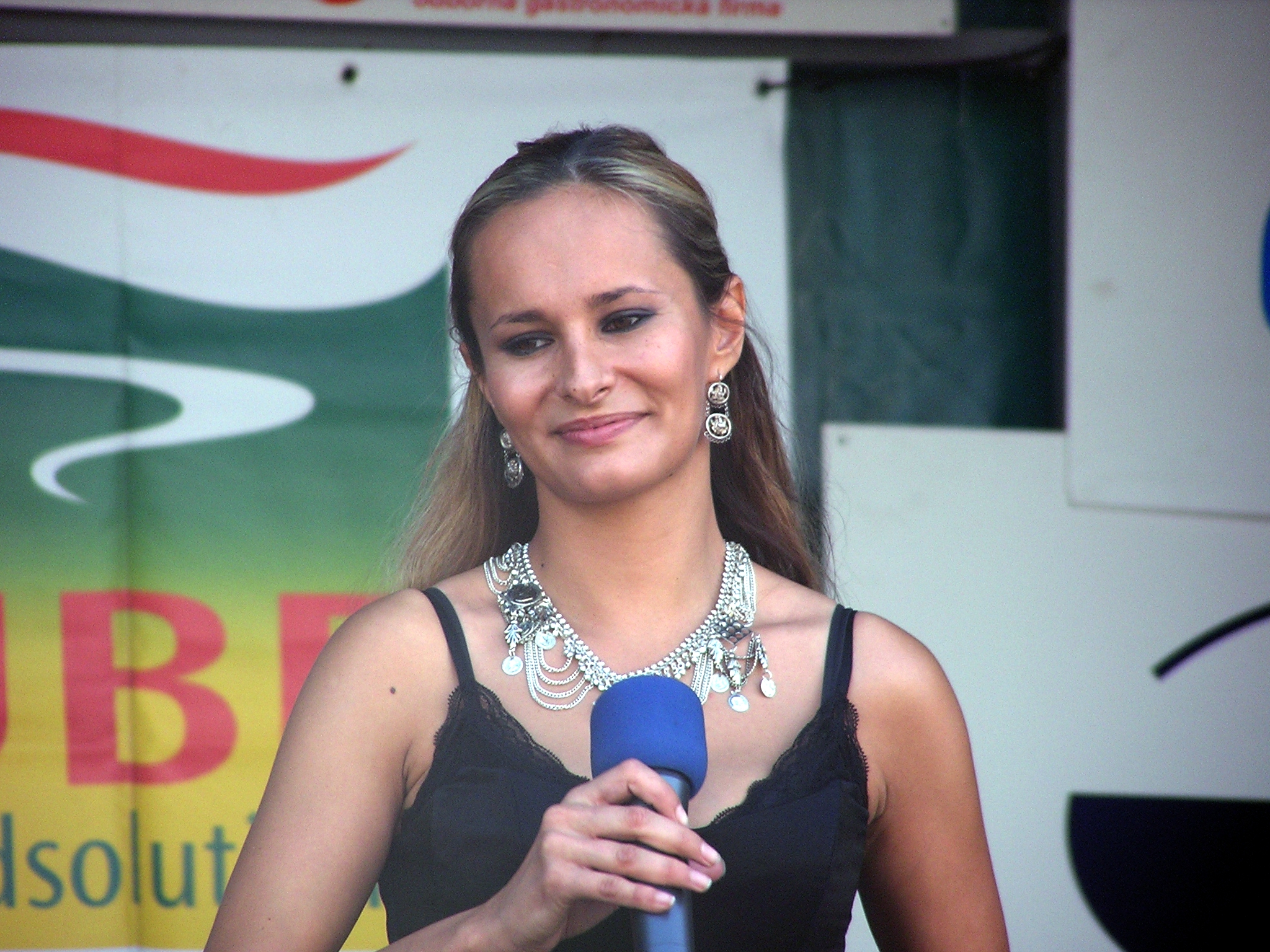
Monika Absolonová (* 1976)

- 1271 – Václav II., český a polský král († 21. června 1305)
- 1710 – Hatice Sultan, osmanská princezna a dcera sultána Ahmeda III. († 1738)
- 1819 – Václav František Červený, výrobce hudebních nástrojů († 19. ledna 1896)
- 1836 – Václav Antonín Crha, novinář a spisovatel († 8. září 1905)
- 1854 – Alois Lexa von Aehrenthal, šlechtic († 17. února 1912)
- 1865 – Václav Laurin, český technik a podnikatel († 4. prosince 1930)
- 1868 – Otakar Auředníček, básník a překladatel z francouzštiny a italštiny († 1. června 1947)
- 1880 – Michal Slávik, československý politik slovenské národnosti († 27. prosince 1964)
- 1883 – Jaroslav Helfert, muzeolog († 14. září 1972)
- 1890 – Miroslav Pospíšil, český fotbalista, československý reprezentant († ? 1964)
- 1891 – Oskar Josef Odstrčil, evangelický duchovní, knihovník TGM a spisovatel († 31. října 1951)
- 1903 – Jožka Baťa, zlínský patriot, výtvarník, spisovatel a sběratel († 13. října 1943)
- 1910 – Karel Dittler, dramatik, režisér a herec († 14. prosince 1984)
- 1912 – Václav Horák, československý fotbalový reprezentant († 15. listopadu 2000)
- 1919
  - Ladislav Dydek, český malíř, grafik a typograf († 6. září 2006)
  - Václav Šolc, etnograf-amerikanista, muzeolog, cestovatel a spisovatel († 16. července 1995)
  - Karel Ludwig, fotograf († 4. června 1977)
- 1924
  - Jiří Bažant, hudební skladatel († 26. listopadu 2011)
  - Josef Škvorecký, spisovatel  († 3. ledna 2012)
- 1928 – Věra Machoninová, architektka
- 1934 – Václav Frolec, národopisec, folklorista a vysokoškolský pedagog († 14. května 1992)
- 1936 – Václav Král, automobilový designér († 26. října 2005)
- 1942 – Jiří Tomášek, houslista († 14. prosince 2017)
- 1946
  - Jiří Ornest, český herec, režisér a překladatel, manžel herečky Daniely Kolářové († 9. dubna 2017)
  - Věra Bartošková, publicistka a básnířka
- 1947 – Jiří Věrčák, filmový režisér-dokumentarista
- 1950 – Miroslav Fryčer, československý hokejový útočník († 27. dubna 2021)
- 1956
  - Záviš, vlastním jménem Milan Smrčka,folkový zpěvák, písničkář a básník
  - Eva Asterová, herečka a tanečnice
- 1957 – Zdeněk Jirásek, historik
- 1959 – Dalibor Dunovský, baskytarista
- 1960 – David Koller, zpěvák
- 1963
  - Ivana Chýlková, divadelní, televizní a filmová herečka
  - Stanislava Coufalová, herečka
- 1970 – Jana Boušková, harfistka
- 1973 – Vratislav Lokvenc, fotbalista
- 1974 – Vít Baránek, fotbalista
- 1976 – Monika Absolonová, zpěvačka a herečka
- 1985 – Daniel Pudil, fotbalista

### Svět

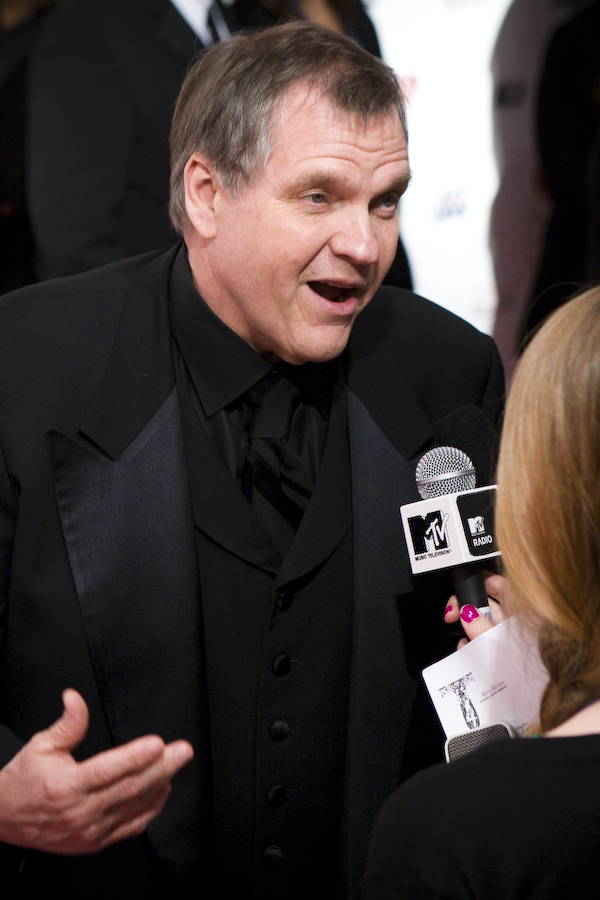
Meat Loaf (* 1947)

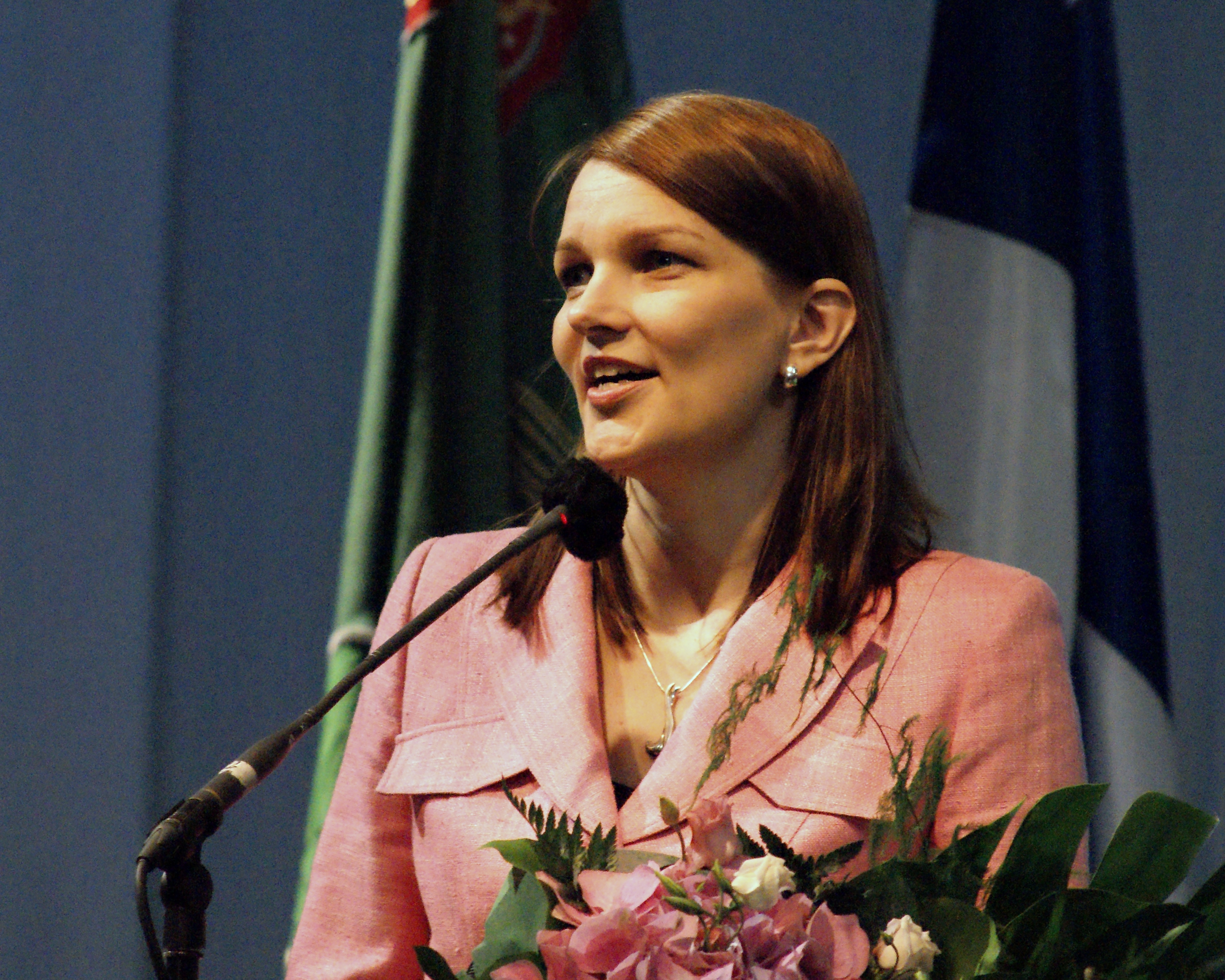
Mari Kiviniemiová (* 1968)

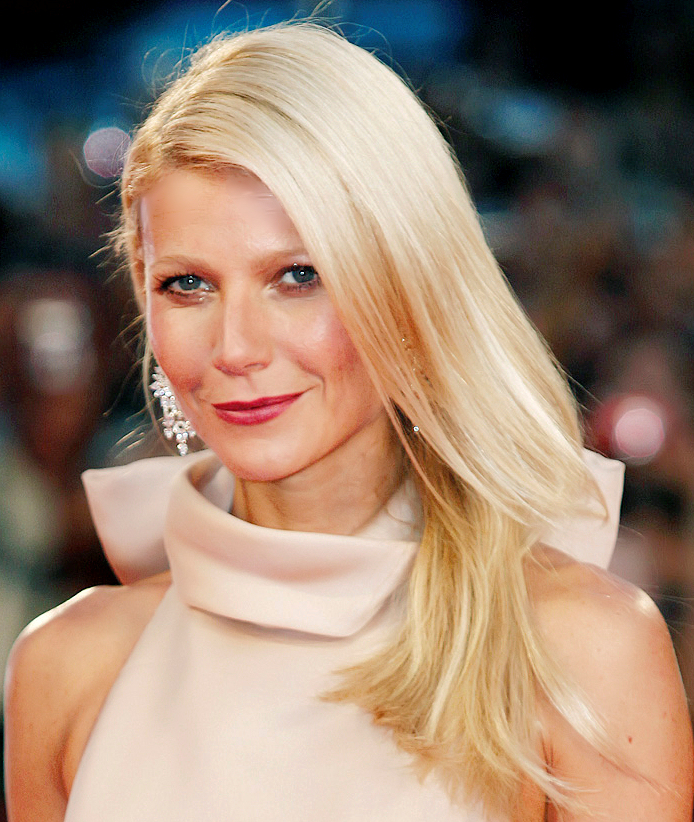
Gwyneth Paltrow (* 1972)

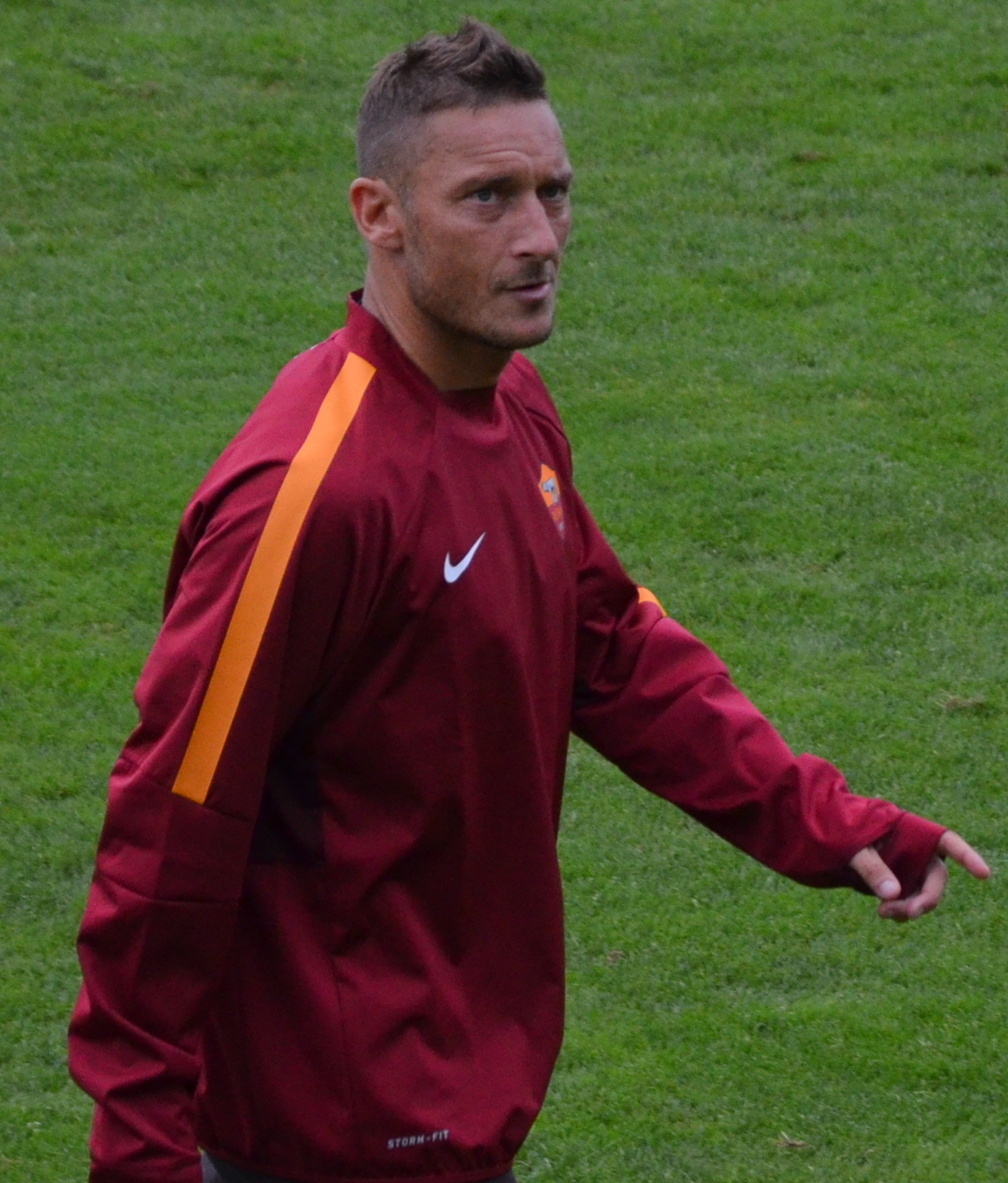
Francesco Totti (* 1976)

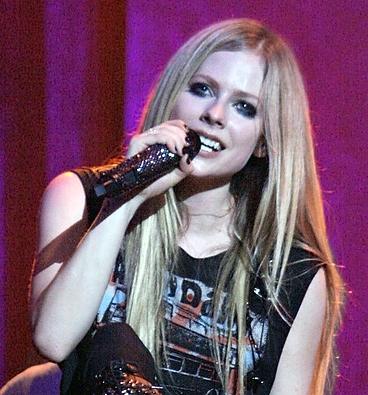
Avril Lavigne (* 1984)

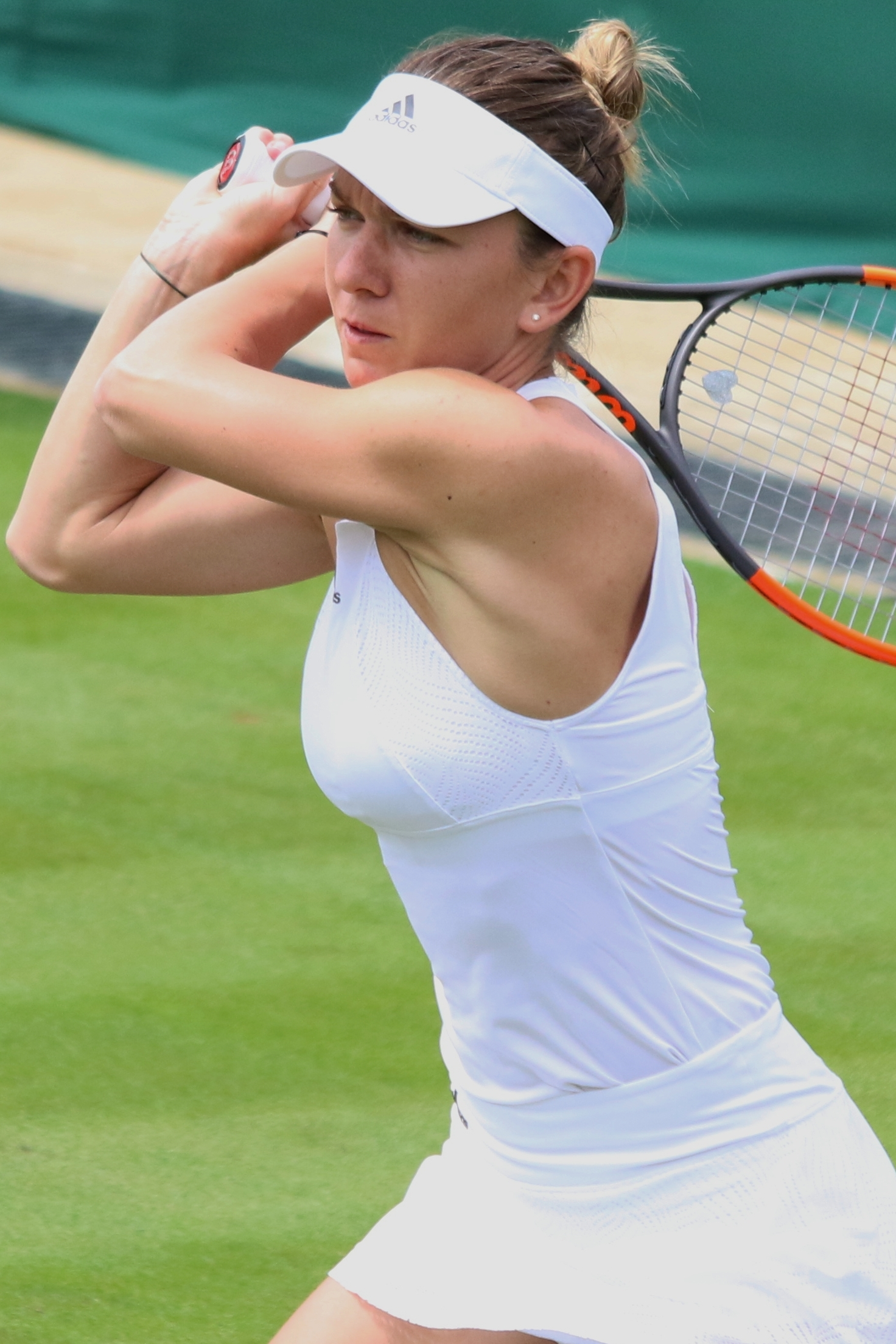
Simona Halepová (* 1991)

- 0823 – Ermentruda Orleánská, západofranská královna jako manželka Karla II. († 869)
- 1300 – Adolf Falcký, rýnský falckrabě († 29. ledna 1327)
- 1389 – Cosimo de Medici, florentský bankéř a neoficiální vládce města († 1464)
- 1507 – Guillaume Rondelet, francouzský přírodovědec († 30. června 1566)
- 1533 – Štěpán Báthory, polský král a litevský velkokníže († 12. prosince 1586)
- 1572 – Francis van Aarssens, nizozemský diplomat († 27. prosince 1641)
- 1599 – Robert Blake, anglický admirál († 17. srpna 1657)
- 1601 – Ludvík XIII., francouzský král († 14. května 1643)
- 1627 – Jacques-Bénigne Bossuet, francouzský teolog a kazatel († 12. dubna 1704)
- 1630 – Michael Willmann, německý barokní malíř († 26. srpna 1706)
- 1657 – Žofie Alexejevna, ruská carevna († 14. července 1704)
- 1696 – Alfons Maria z Liguori, italský misionář, biskup a světec († 1. srpna 1787)
- 1722 – Samuel Adams, americký státník († 2. října 1803)
- 1772
  - Antonio Casimir Cartellieri, rakouský hudební skladatel, houslista a kapelník († 2. září 1807)
  - Martha Jeffersonová Randolphová, dcera 3. amerického prezidenta Thomase Jeffersona († 10. října 1836)
- 1781 – Vilém I. Württemberský, württemberský král († 25. června 1864)
- 1783 – Agustín de Iturbide, mexický voják, politik, císař († 19. července 1824)
- 1793 – Denys Affre, francouzský arcibiskup († 27. června 1848)
- 1805 – George Müller, zakladatel sítě sirotčinců v Anglii († 10. března 1898)
- 1809 – François Jules Pictet, švýcarský zoolog a paleontolog († 15. března 1872)
- 1818 – Adolph Wilhelm Hermann Kolbe, německý chemik († 25. listopadu 1884)
- 1821 – Henri Frédéric Amiel, švýcarský filosof a básník († 11. květen 1881)
- 1823 – Frederick H. Billings, americký právník a finančník († 30. září 1890)
- 1840 – Alfred Thayer Mahan, americký válečník († 1. prosince 1914)
- 1841 – Alexander Mocsáry, maďarský entomolog († 26. prosince 1915)
- 1855 – Paul Émile Appell, francouzský matematik († 24. října 1930)
- 1856 – Carl Peters, německý koloniální podnikatel a cestovatel († 10. září 1918)
- 1862 – Louis Botha, búrský generál a politik, vrchní velitel vojsk Transvaalu, premiér Transvaalu a první premiér Jihoafrické unie († 27. srpna 1919)
- 1863 – Paul Bergon, francouzský fotograf a botanik († 27. ledna 1912)
- 1864 – Andrej Hlinka, slovenský katolický kněz, politik a vůdčí osobnost slovenského národního hnutí († 16. srpna 1938)
- 1867 – Vladimir Maj-Majevskij, ruský generál († 30. listopadu 1920)
- 1871 – Grazia Deleddaová, italská spisovatelka († 15. srpna 1936)
- 1879
  - Hans Hahn, rakouský matematik a filozof († 24. července 1934)
  - Frederick Schule, americký olympijský vítěz v běhu na 110 metrů překážek († 14. září 1962)
- 1881 – William Clothier, americký tenista († 4. září 1962)
- 1886 – Odo Casel, německý teolog († 28. března 1948)
- 1892 – Eugen Hoffmann, německý malíř a sochař († 1. července 1955)
- 1904 – Edvard Kocbek, slovinský básník, politik a spisovatel († 3. listopadu 1981)
- 1907 – Maria Treben, rakouská spisovatelka a bylinkářka († 26. července 1991)
- 1916 – Jizhar Smilansky, izraelský spisovatel, literární vědec, politik († 21. srpna 2006)
- 1918 – Martin Ryle, britský radioastronom, Nobelova cena za fyziku 1974 († 14. října 1984)
- 1919 – James Hardy Wilkinson, anglický matematik a informatik, Turingova cena 1970 († 5. října 1986)
- 1920 – Carlo Alberto dalla Chiesa, generál italských četníků († 3. září 1982)
- 1921 – Miklós Jancsó, maďarský filmový režisér († 31. ledna 2014)
- 1922 – Arthur Penn, americký režisér,  († 28. září 2010)
- 1924 – Bud Powell, americký klavírista († 31. července 1966)
- 1925 – Robert G. Edwards, britský fyziolog, Nobelova cena za fyziologii a lékařství 2010 († 10. dubna 2013)
- 1927 – Emmanuel III. Delly, irácký katolický kněz, kardinál († 8. dubna 2014)
- 1930 – Françoise Xenakis, francouzská spisovatelka a novinářka († 12. února 2018)
- 1932
  - Oliver E. Williamson, americký ekonom, Nobelova cena 2009 († 21. května 2020)
  - Roger C. Carmel, americký herec († 11. listopadu 1986)
- 1933 – Lina Medina, nejmladší potvrzená matka na světě
- 1941 – Peter Bonetti, anglický fotbalový brankář († 12. dubna 2020)
- 1942 – Dith Pran, kambodžský novinář a fotograf († 30. března 2013)
- 1943 – Randolph Charles Bachman, kanadský rockový hudebník
- 1946
  - Nikos Anastasiadis, kyperský prezident
  - James Mtume, americký hudebník († 9. ledna 2022)
- 1947 – Meat Loaf, americký herec a zpěvák
- 1948 – Jozef Banáš, slovenský politik
- 1951 – Péter Baczakó, maďarský vzpěrač, držitel dvou olympijských medailí († 1. dubna 2008)
- 1953
  - Mata Amritanandamayi, indická hinduistická duchovní učitelka a zakladatelka sítě charitativních aktivit
  - Claudio Gentile, italský fotbalista
  - Greg Ham, australský hudebník a mutliinstrumentalista († 19. dubna 2012)
- 1954 – Larry Wall, vývojář a autor první verze programovacího jazyka Perl
- 1958 – Irvine Welsh, britský spisovatel
- 1968 – Mari Kiviniemiová, finská politička a premiérka
- 1969 – Sofia Milosová, švýcarská herečka
- 1972
  - Gwyneth Paltrow, americká herečka a zpěvačka
  - Lhasa de Sela, kanadsko-americká zpěvačka († 1. ledna 2010)
  - Clara Hughesová, kanadská rychlobruslařka a cyklistka
- 1973 – Jorgos Lanthimos, řecký režisér, scenárista a producent
- 1976 – Francesco Totti, italský fotbalista
- 1982 – Lil Wayne, kanadský zpěvák
- 1984 – Avril Lavigne, americká zpěvačka
- 1987 – Olga Pučkovová, ruská tenistka
- 1991 – Simona Halepová, rumunská tenistka
- 1993 – Samu Kerevi, australský ragbista
- 2002 – Jenna Ortega, americká herečka

## Úmrtí

### Česko

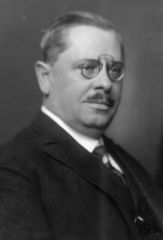
Jan Malypetr († 1947)

- 1125 – Richenza z Bergu, česká kněžna (* asi 1095)
- 1351 – Jan VII. Volek, biskup olomoucký (* asi 1290)
- 1702 – Santin Aichel, český kameník italského původu (* 23. října 1652)
- 1787 – Ignác František Platzer, česko-rakouský sochař a řezbář pozdního baroka a klasicismu (* 6. července 1717)
- 1844 – Jan Svoboda, pedagog, průkopník nových směrů v předškolní výchově (* 1. října 1803)
- 1863 – Ignaz Feigerle, rakousko-moravský biskup a teolog (* 7. dubna 1795)
- 1884 – Eduard Claudi, český politik německé národnosti (* 26. září 1810)
- 1892 – Josef Antonín Brousil, malíř, krajinář (* 7. srpna 1871)
- 1893 – Wenzel Teubner, poslanec Českého zemského sněmu (* 17. června 1846)
- 1916 – Ludwig Moser, rytec skla a podnikatel (* 18. června 1833)
- 1936 – Marie Křivánková, designérka šperku (* 14. dubna 1883)
- 1939 – Václav Švambera, geograf a vysokoškolský pedagog (* 10. ledna 1866)
- 1947 – Jan Malypetr, politik a předseda československé vlády (* 21. prosince 1873)
- 1960 – Božena Folkmanová, zooložka a parazitoložka (* 28. ledna 1903)
- 1977 – Vladislav Vaculka, malíř a sochař (* 3. ledna 1914)
- 1987 – Jan Sokol, architekt (* 25. května 1904)
- 1990 – Jan Žalman, filmový kritik a teoretik (* 14. dubna 1911)
- 2002 – Ivan Jelínek, novinář a spisovatel (* 6. června 1909)
- 2009 – Vladimír Žižka, jazzový bubeník (* 10. května 1927)
- 2011
  - Miloslav Blahynka, muzikolog, teatrolog a vysokoškolský pedagog (* 5. června 1951)
  - Jiří Hubač, dramatik a scenárista (* 27. srpna 1929)
- 2015 – Andrej Gjurič, psycholog a politik (* 29. listopadu 1938)
- 2017 – Zuzana Růžičková, klavíristka, cembalistka a hudební pedagožka (* 14. ledna 1927)

### Svět

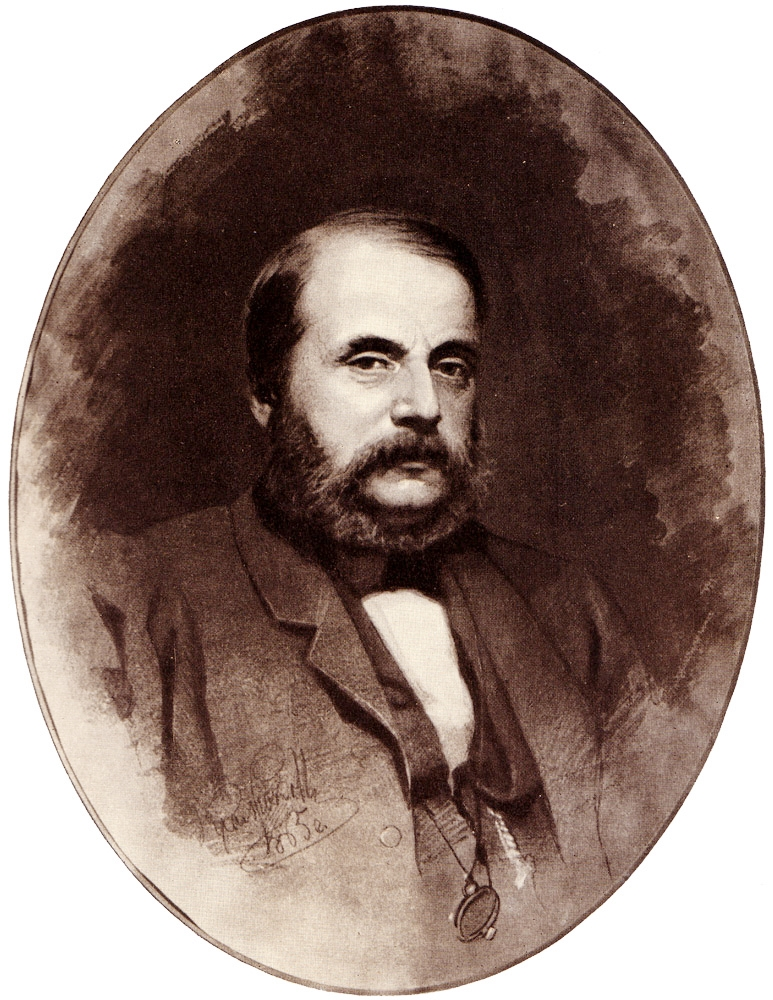
Ivan Gončarov († 1891)

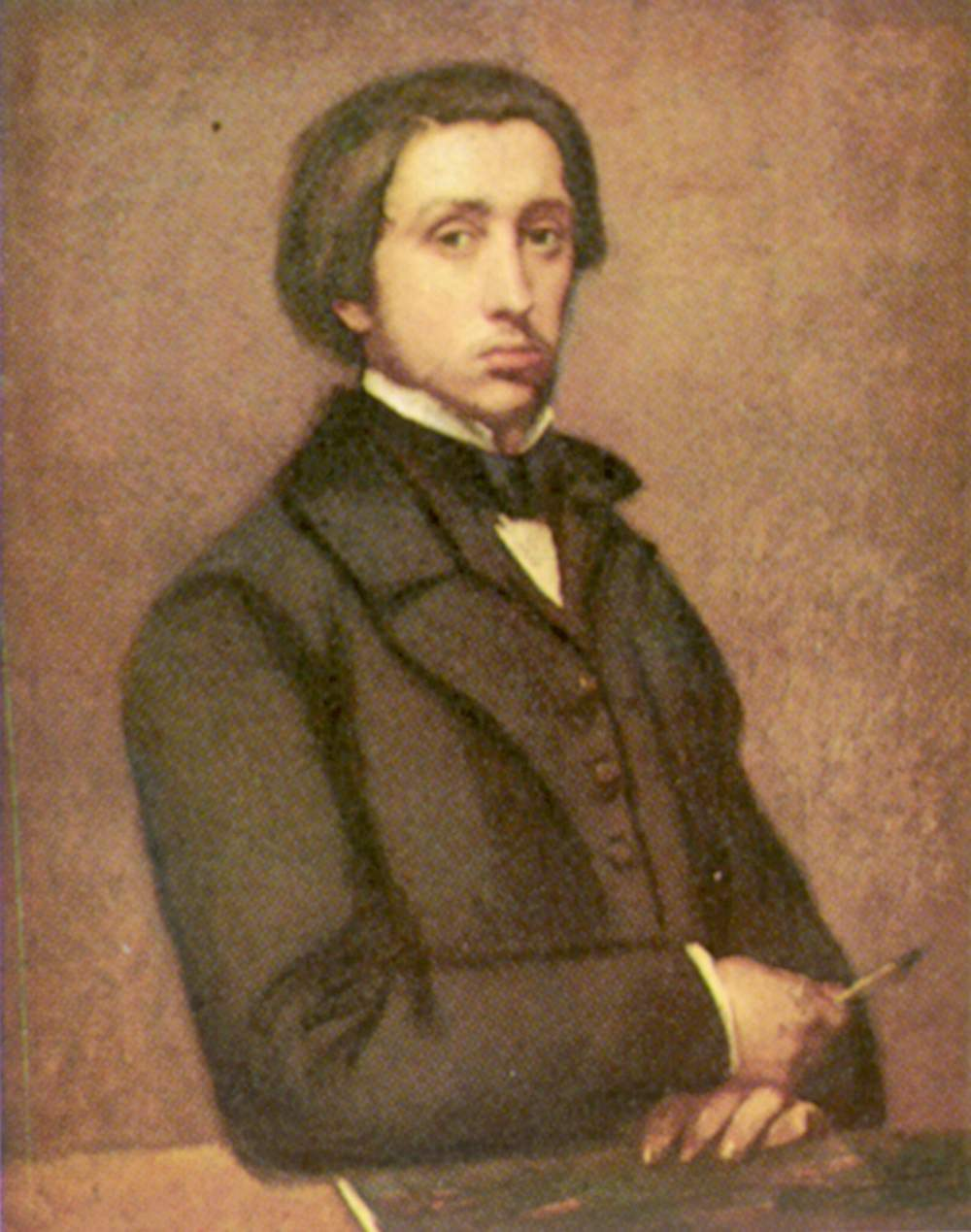
Edgar Degas († 1917)

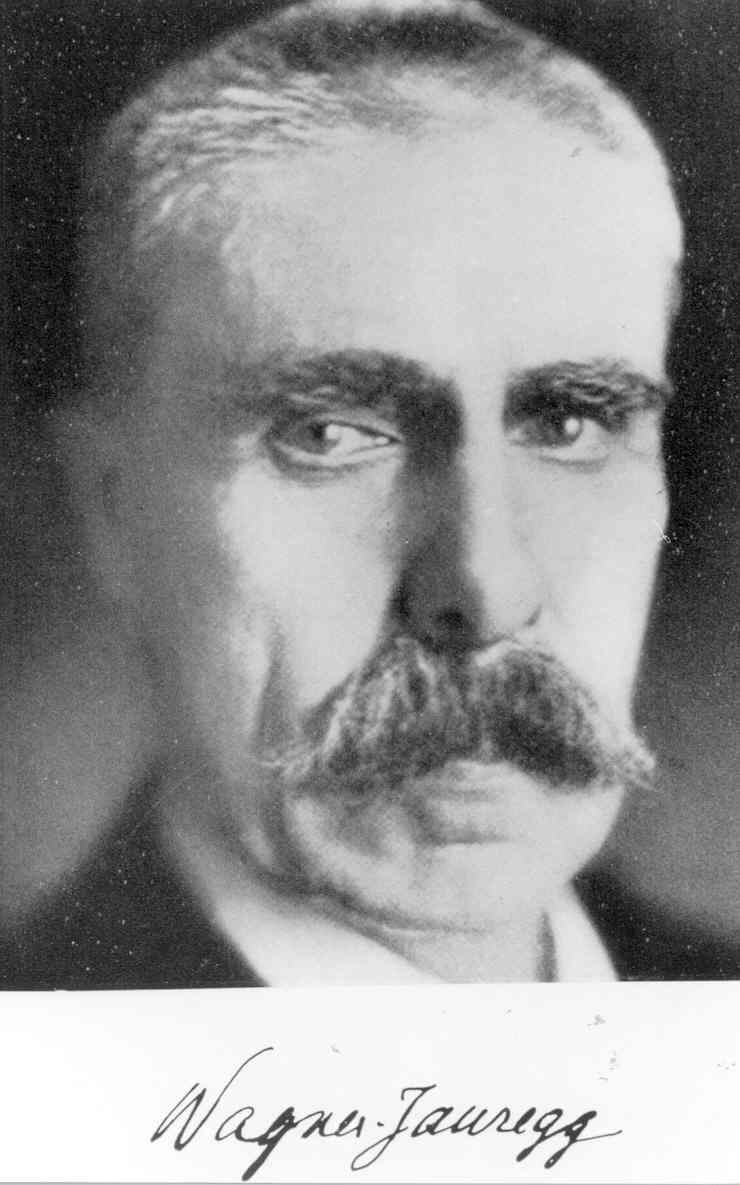
Julius Wagner-Jauregg († 1940)

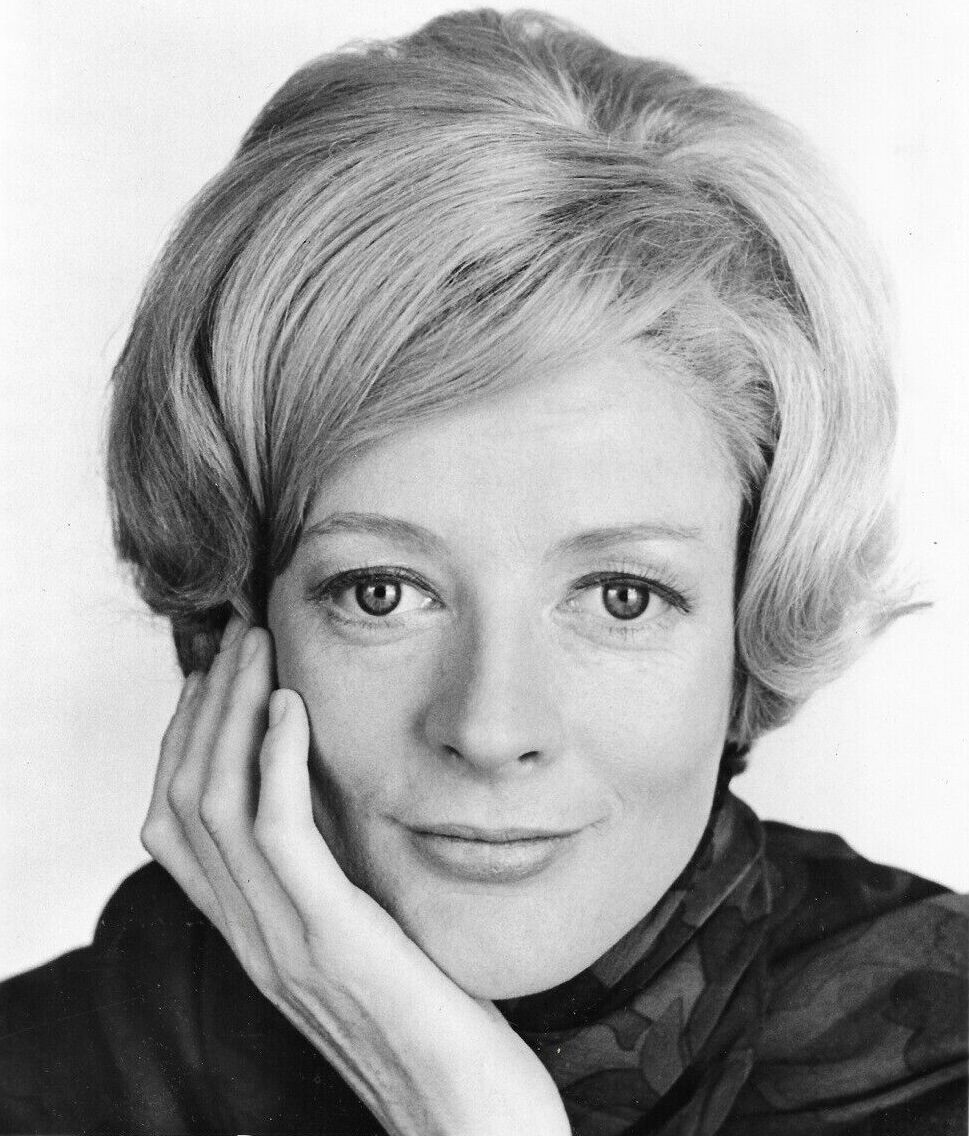
Maggie Smithová († 2024)

- 1249 – Raimond VII. z Toulouse, hrabě z Toulouse, vévoda z Narbonne a markýz z Provence (* červenec 1197)
- 1536 – Felice della Rovere, nelegitimní dcera papeže Julia II. (* ? 1483)
- 1557
  - Leopold Rakouský, nemanželský syn císaře Maxmiliána I. (* ? 1515)
  - Go-Nara, japonský císař (* 26. leden 1497)
- 1590 – Urban VII., papež (* 4. srpna 1521)
- 1649 – Bellerofonte Castaldi, italský hudební skladatel, básník a loutnista (* 1581)
- 1651 – Maxmilián I. Bavorský, vévoda bavorský, kurfiřt bavorský a falcký (* 17. dubna 1573)
- 1660 – Vincenc de Paul, francouzský kněz, zakladatel řádu lazaristů a spoluzakladatel moderní charity (* 24. dubna 1581)
- 1700 – Inocenc XII., rodným jménem Antonio Pignatelli, papež (* 13. března 1615)
- 1760 – Marie Amálie Saská, španělská, neapolská a sicilská královna (* 24. listopadu 1724)
- 1769 – Gian Domenico Mansi, teolog a církevní historik (* 16. února 1692)
- 1783 – Étienne Bézout, francouzský matematik (* 31. března 1730)
- 1788 – Augusta Brunšvicko-Wolfenbüttelská, německá princezna z Hannoverské dynastie (* 3. prosince 1764)
- 1832 – Karl Christian Friedrich Krause, německý filozof a spisovatel (* 6. května 1781)
- 1836 – Isabella Albrizzi-Teotochi, benátská spisovatelka (* 28. listopadu 1763)
- 1868 – August Bedřich Piepenhagen, německý malíř žijící v Praze (* 2. srpna 1791)
- 1891 – Ivan Alexandrovič Gončarov, ruský spisovatel (* 18. června 1812)
- 1899 – Edward Rittner, předlitavský státní úředník, právník a politik (* 26. prosince 1845)
- 1903 – Charles Gordon-Lennox, 6. vévoda z Richmondu, britský státník a šlechtic (* 27. února 1818)
- 1909 – Ferdinand Maria Heinrich von Buquoy, ministr zemědělství Předlitavska (* 15. září 1856)
- 1917 – Edgar Degas, francouzský malíř (* 19. července 1834)
- 1918 – Fritz Rumey, německý stíhací pilot (* 3. března 1891)
- 1921 – Engelbert Humperdinck, německý hudební skladatel (* 1. září 1854)
- 1926 – Marcelle Lenderová, francouzská zpěvačka a tanečnice (* ? 1862)
- 1933 – Zaida Ben-Yusufová, newyorská fotografka (* 21. listopadu 1869)
- 1940 – Julius Wagner-Jauregg, rakouský neurolog, nositel Nobelovy ceny za fyziologii a medicínu 1924 (* 7. března 1857)
- 1943 – Willoughby Hamilton, irský tenista (* 9. prosince 1864)
- 1944
  - Sergej Prokudin-Gorskij, ruský fotograf a inovátor fotografie (* 31. srpna 1863)
  - Aristide Maillol, francouzský sochař a malíř katalánského původu (* 8. prosince 1861)
  - Libor Zapletal, voják a příslušník výsadku Bivouac (* 14. listopadu 1920)
- 1945
  - Władysław Byrka, polský právník, ekonom a politik (* 4. června 1878)
  - Charles W. Gilmore, americký paleontolog (* 11. března 1874)
- 1946 – Graham Drinkwater, kanadský lední hokejista (* 22. února 1875)
- 1954 – Alekhsandre Abašeli, gruzínský spisovatel (* 27. srpna 1884)
- 1956 – Mildred Didriksonová, americká sportovkyně, olympijská vítězka (* 26. června 1911)
- 1959 – Herman Wildenvey, norský básník a romanopisec (* 20. července 1886)
- 1967 – Felix Felixovič Jusupov, ruský kníže, vrah Rasputina (* 23. března 1887)
- 1969 – Nicolas Grunitzky, druhý prezident státu Togo (* 5. dubna 1913)
- 1972 – Shiyali Ramamrita Ranganathan, indický matematik a knihovník (* 9. srpna 1892)
- 1973 – Štefan Osuský, slovenský politik a diplomat (* 31. března 1889)
- 1975
  - Roy Stryker, americký ekonom a fotograf (* 5. listopadu 1903)
  - Maurice Feltin, arcibiskup pařížský, kardinál (* 15. května 1883)
- 1981 – Bronisław Malinowski, polský olympijský vítěz v běhu na 3 000 metrů překážek (* 4. června 1951)
- 1986 – Cliff Burton, baskytarista skupiny Metallica (* 10. února 1962)
- 1993 – Fraser MacPherson, kanadský jazzový saxofonista (* 10. dubna 1928)
- 1996 – Muhammad Nadžíbulláh, poslední prezident Afghánské demokratické republiky (* 6. srpna 1947)
- 2005
  - Ronald Golias, brazilský herec a komik (* 4. května 1929)
  - John McCabe, americký spisovatel a pedagog (* 14. listopadu 1920)
- 2008 – Jozef Košnár, slovenský ekonom (* 27. května 1933)
- 2011
  - Johnny Mathis, americký countryový zpěvák a skladatel (* 28. září 1933)
  - Ida Finková, izraelská spisovatelka polského původu (* 1. listopadu 1921)
  - Imre Makovecz, maďarský architekt (* 20. listopadu 1935)
  - Jesús María Pereda, španělský fotbalista (* 15. června 1938)
- 2012
  - Eddie Bert, americký pozounista (* 16. května 1922)
  - Herbert Lom, herec (* 11. září 1917)
- 2014 – Gil Aldema, izraelský hudební skladatel a dirigent (* 17. září 1928)
- 2015
  - Wilton Felder, americký saxofonista a baskytarista (* 31. srpna 1940)
  - John Guillermin, britský režisér francouzského původu (* 11. listopadu 1925)
- 2017 – Hugh Hefner, zakladatel a vydavatel časopisy Playboy (* 9. dubna 1926)
- 2023 – Michael Gambon, irsko-britský herec (* 19. října 1940)
- 2024 – Maggie Smithová, britská herečka (* 28. prosince 1934)

## Svátky

### Česko
- Jonáš
- Damián, Damiána
- Eleazar
- Kosma, Kosmas, Kosmos
- Mirabela
- Socialistický kalendář: Den československých železničářů
- Den českého piva

### Svět
- Světový den cestovního ruchu – od roku 1980
- Švédský kalendář: Dagmar
- Státní svátek Belgie: Valonský den
- Tchaj-wan, Hongkong: Festival Měsíce
- Etiopie: Meskel
- Mexiko: Oslava nezávislosti

### Liturgický kalendář
Pravoslavné církevní kalendárium (podle starého juliánského kalendáře 14. září):
- Povýšení svatého Kříže Páně (čili pozdvihování Kříže); veliký svátek (z dvanáctera)

## Pranostiky

### Česko
- Na Kosmu a Damiána studeno bývá zrána.

| 27. září v pražském KlementinuÚdaje jsou platné k 8. 7. 2025. | 27. září v pražském KlementinuÚdaje jsou platné k 8. 7. 2025. | 27. září v pražském KlementinuÚdaje jsou platné k 8. 7. 2025. |
| minimum                                                       | denní průměr                                                  | maximum                                                       |
| ------------------------------------------------------------- | ------------------------------------------------------------- | ------------------------------------------------------------- |
| 0,7 °C (1877)                                                 | 13,3 °C (od 1961)                                             | 26,0 °C (2023)                                                |